# Rote-Linie-Maler

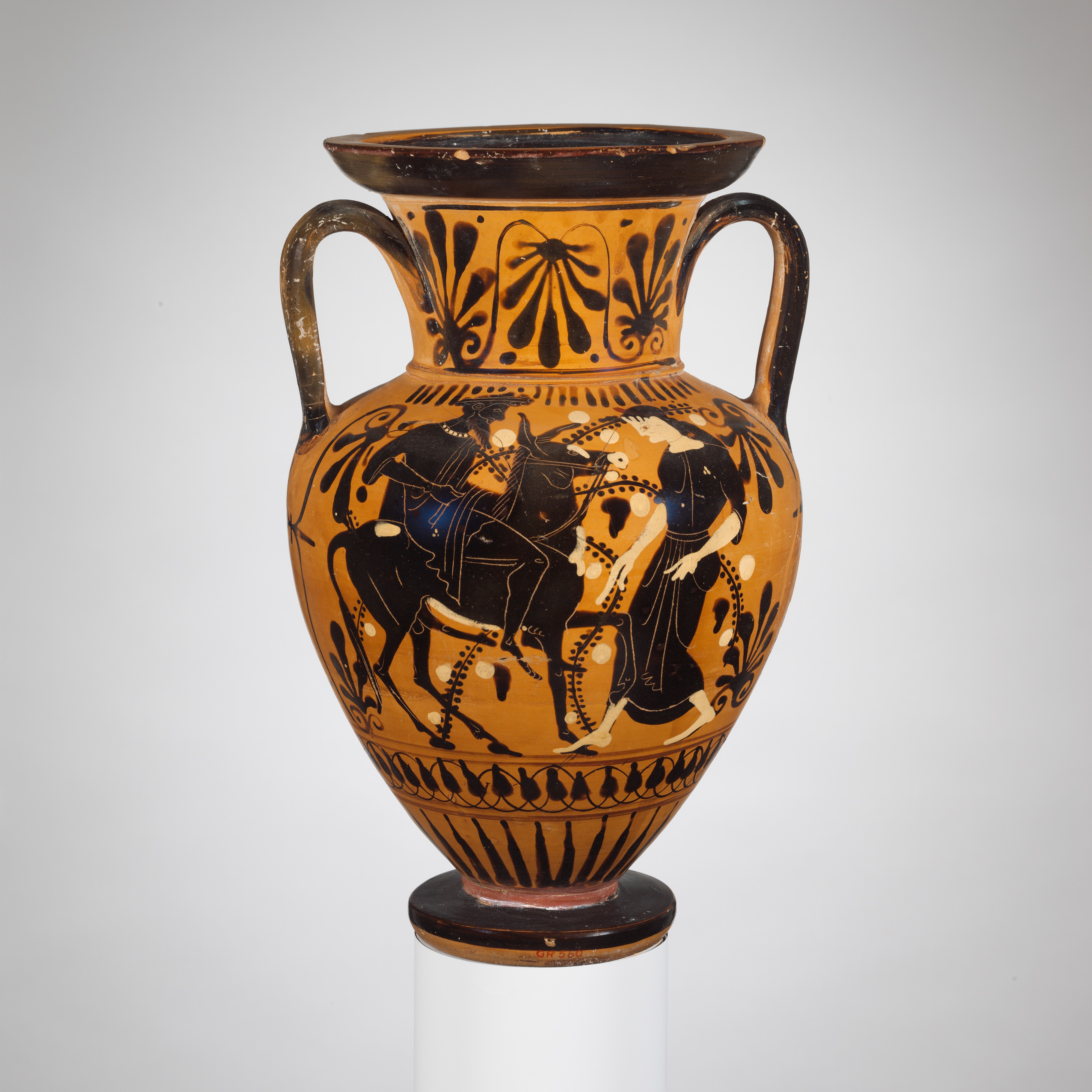
Halsamphora mit der Darstellung eines Mannes, der Frau an einem Brunnenhaus ergreift; frühes 5. Jh. v. Chr.; Metropolitan Museum of Art (98.8.12)

Als Rote-Linie-Maler (englisch: Red Line Painter) wird ein attischer Vasenmaler bezeichnet, der im schwarzfigurigen Stil im zweiten Viertel des 5. Jahrhunderts v. Chr. tätig war. Er war einer der frühesten spätschwarzfigurigen Maler von Halsamphoren. Manchmal fasste er die Ornamentstreifen unter seinen Bildern rot ein.
Der Maler gehört zur Klasse der Oinochoen des Rote-Linie-Malers, der Klasse der Peliken des Rote-Linie-Malers sowie zur Leagros-Gruppe.